# Jean Adrian
Jean Sigfrid Adrian, född 26 februari 1892 i Falköping, död 8 mars 1983 i Stockholm, var en svensk arkitekt.

## Biografi

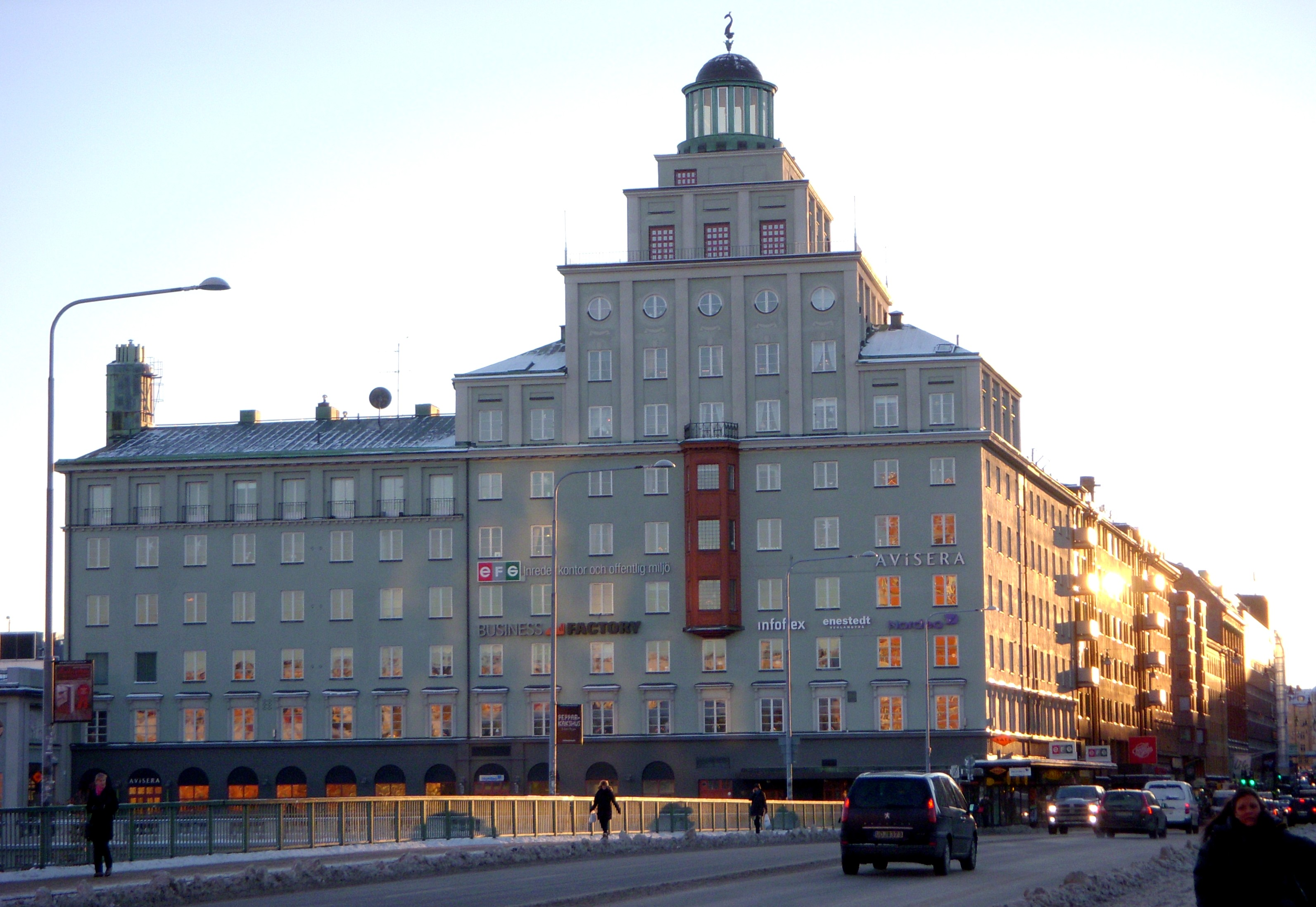
Sportpalatset

Efter utbildning vid Tekniska elementarskolan i Borås avlade Adrian examen vid Kungliga Tekniska Högskolan 1921. Han praktiserade hos Bjerke & Swensson i Göteborg, hos Evert Milles i Stockholm. Adrian arbetade på arkitektfirman i La Fère i Frankrike mellan 1922 och 1924, men startade egen verksamhet i Stockholm 1935. Mellan 1953 och 1972 arbetade han hos David Helldén.
I Stockholm har Adrian bland annat ritat Sportpalatset (1929-1930), Bjurholmsgatan 13 (1935-37), Industrigatan 5 (1936-39), Grev Turegatan 8 (1936-38) (rivet 2011 och på dess plats finns numera Ture No 8.) Han finns även uppförd för allmänna byggnader i Frankrike samt en badanläggning med medicinska bad i Kairo från 1935.